# Henning Christian von Mellin
Henning Christian von Mellin (* 21. Juli 1702 auf Trieglaff; † 15. März 1769 in Heiligenbeil) war ein preußischer Oberst, Chef des Garnisonsregiments Nr. 11 und Ritter des Pour le Mérite.

## Leben

### Herkunft
Er stammte aus dem pommerschen Zweig der Familie Mellin. Seine Eltern waren Georg (Jürgen) von Mellin (* 1. Mai 1668; † Dezember 1741), Erbherr auf Trieglaff, und dessen Ehefrau Elisabeth Hedwig von Mellenthin.

### Militärkarriere
Im Jahr 1735 wurde Mellin Seconde-Lieutenant im Regiment „Alt-Schwerin“ Nr. 24 und stieg dort bis Mai 1756 zum Oberst auf.
Mellin war an den Schlachten von Mollwitz, Chotusitz, Hohenfriedberg, Prag und Roßbach beteiligt. In der Schlacht bei Kay wurde er schwer verletzt. Im Februar 1760 versetzte ihn der König wegen seiner Verletzungen als Chef in das Garnisonsregiment „Manteuffel“ Nr. 11.

### Familie
Er war mit Christina Henriette von Kanderbach (* 18. Mai 1719; † 18. Dezember 1781) verheiratet. Das Paar hatte folgende Kinder:
- Gustav Heinrich (* 1742; † 23. Juni 1760)
- Gotthilf Christian Kurt (* 4. August 1748; † 24. Juni 1800) ⚭ Sophie Henriette Johanna von Schmeling (* 21. Januar 1754; † 1. Mai 1839)
- Henriette Friederike Eleonora (* 1751; † 10. Oktober 1752)
- Sophie Henriette Eleonore (* 10. Februar 1755) ⚭ Karl (Kurt) Heinrich von Manteuffel (* 2. Oktober 1728; † 10. Dezember 1802)